# Gustav Nill
Gustav Nill (* 19. Juni 1903 in Bodelshausen; † 30. Juli 1944 in Brest, Frankreich) war ein württembergischer Kunstmaler.

## Leben und Wirken
Gustav Nill, Sohn eines Schneiders in Bodelshausen, erlernte nach dem Schulbesuch in der Werkstatt seines Vaters das Schneiderhandwerk. Frühzeitig wurde sein künstlerisches Talent deutlich. Abgesehen von einem zweisemestrigen Aufenthalt am Zeicheninstitut der Universität Tübingen 1922 bildete sich Nill autodidaktisch als Kunstmaler fort. Dabei ließ er sich von den Werken anderer schwäbischer Maler inspirieren.
Ein 1933 angefertigtes Werkverzeichnis umfasst 124 Arbeiten. Es wird davon ausgegangen, dass es von Nill um die 500 Arbeiten gab, von denen viele verschollen sind. Er fertigte Landschaftsgemälde an, deren Motive er in der Region um Bodelshausen, Hechingen und der Schwäbischen Alb, aber auch in der Region um Tübingen fand. Nill schuf auch Porträts, Blumenbilder und Gemälde mit religiösen Motiven. Einige seiner Werke wurden in kleineren regionalen Ausstellungen gezeigt.
Ab Oktober 1940 leistete Nill Wehrdienst bei einem Feldzeugbataillon. Bei seinen Einsätzen in verschiedenen Ländern konnte Nill nebenbei malen. Er starb im Juli 1944 in der Bretagne bei einem Verkehrsunfall.